# Euagrus gertschi
Espèce
Euagrus gertschi est une espèce d'araignées mygalomorphes de la famille des Euagridae.

## Distribution
Cette espèce est endémique du Mexique. Elle se rencontre au Colima, au Jalisco, au Nayarit et au Sinaloa.

## Description
La carapace du mâle holotype mesure 5,1 mm de long sur 4,0 mm.

## Étymologie
Cette espèce est nommée en l'honneur de Willis John Gertsch.

## Publication originale
- Coyle, 1988 : A revision of the American funnel-web mygalomorph spider genus Euagrus (Araneae, Dipluridae). Bulletin of the American Museum of Natural History, no 187, p. 203-292 (texte intégral).